# السوف
السوف (به آلمانی: Elsoff) یک شهر در آلمان است که در وستروالدکرایس واقع شده‌است.